# Sanfilippodytes hardyi
Sanfilippodytes hardyi är en skalbaggsart som först beskrevs av Sharp 1882.  Sanfilippodytes hardyi ingår i släktet Sanfilippodytes och familjen dykare. Inga underarter finns listade i Catalogue of Life.